# Perdita nuda
Perdita nuda är en biart som beskrevs av Cockerell 1896. Perdita nuda ingår i släktet Perdita och familjen grävbin. Inga underarter finns listade i Catalogue of Life.